# Dovera
Dovera är en ort och kommun i provinsen Cremona i regionen Lombardiet i Italien. Kommunen hade 3 825 invånare (2018).